# Дил, Натан
Джон Натан Дил (англ. John Nathan Deal, 25 августа 1942, Миллен, Джорджия) — американский политик, представляющий Республиканскую партию. До 1995 года состоял в Демократической партии. Занимал пост губернатора штата Джорджия с 2011 по 2019 годы.

## Биография

### Ранние годы и карьера
Натан Дил родился в Миллене в 1942 году и вырос в Сандерсвиле. Его родители были учителями. Дил учился в университете Мерсера в Мэйконе, где он получил степень бакалавра права и диплом с отличием. В 1966 году Дил получил степень доктора юридических наук, после чего пошёл служить в армию США, где дослужился до звания капитана.
Натан Дил 23 года занимался частной юридической практикой. Он также был прокурором, судьёй Северо-восточного судебного округа и судьёй ювенального суда округа Холл.

### Политическая карьера
В 1980 году Дил был избран в Сенат штата Джорджия от Демократической партии. В ноябре 1990 года он стал временным президентом Сената.
Дил был впервые избран в Конгресс США в ноябре 1992 года от Демократической партии, сменив занимавшего этот пост на протяжении восьми сроков Эда Дженкинса. В 1994 году он был переизбран. Тем не менее, 11 апреля 1995 года, вскоре после того как республиканцы впервые за 40 лет взяли под свой контроль Палату представителей США, Дил вступил в Республиканскую партию, которую возглавлял тогдашний спикер Ньют Гингрич. Позже Гингрич заявил, что Дил стал республиканцем, потому что ему понравилось то, что он прочитал в «Контракте с Америкой».
Дил переизбирался в Конгресс США ещё на семь сроков. 1 марта 2010 года конгрессмен объявил о своем намерении уйти в отставку для того, чтобы сосредоточиться на предвыборной кампании на пост губернатора штата Джорджия. 21 марта 2010 года Дил вышел в отставку. На выборах губернатора, состоявшихся 3 ноября 2010 года, Дил победил демократа Роя Барнса, набрав 53 % голосов против 45 % у соперника. Дил вступил в должность губернатора 10 января 2011 года.